# هاكني الجنوبية وشورديتش (دائرة انتخابية في المملكة المتحدة)
هاكني الجنوبية وشورديتش (بالإنجليزية: Hackney South and Shoreditch)‏ هي إحدى الدوائر الانتخابية في المملكة المتحدة الممثلة في مجلس العموم في برلمان المملكة المتحدة.
عضو البرلمان الذي يمثلها حالياً هو :Meg Hillier (Lab/Co-op).